# Anheuser-Busch InBev
Anheuser-Busch InBev (AB InBev) ist eine belgische Unternehmensgruppe und – gemessen am Absatzvolumen – die größte Brauereigruppe der Welt. Sie hat ihren juristischen Sitz in Brüssel und operative Sitze in Löwen sowie New York City und entstand 2008 durch die Übernahme von Anheuser-Busch durch die InBev-Gruppe. Das Unternehmen ist an der Brüsseler Euronext-Börse notiert und Teil des EURO STOXX 50 sowie des BEL20. Es beschäftigt über 160.000 Mitarbeiter und ist mit 630 Marken, gebraut in 260 Brauereien, in über 150 Ländern vertreten.
In Deutschland, Österreich und Schweiz zusammen betrug die Produktionsmenge 2015 insgesamt 7,9 Millionen Hektoliter, was volumenmäßig einem Marktanteil von 8,6 Prozent entspricht.
Im Jahr 2022 setzte der Konzern insgesamt 595,1 Millionen Hektoliter Bier um. Mit einem Umsatz von 57,8 Mrd. US-Dollar wurde ein Gewinn von 7,6 Mrd. USD nach Steuern erwirtschaftet. Damit ist das Unternehmen der weltweit größte Bierproduzent gemessen an Produktionsvolumen und Umsatz.

## Wirtschaftliche Entwicklung
Nach der Übernahme von Anheuser-Busch durch InBev wurden in den Vereinigten Staaten viele Arbeitsplätze abgebaut.
Ende 2009 verkaufte Anheuser-Busch InBev sein Osteuropa-Geschäft an die Private-Equity-Gesellschaft CVC Capital Partners für etwa 3 Milliarden US-Dollar, behielt jedoch das Recht, in mehreren Ländern gebrautes Bier unter der Marke Staropramen zu vertreiben. Durch Zukäufe ist AB Inbev weiter gewachsen. So wurde der internationale Teil (ohne USA) der mexikanischen Grupo Modelo mit der weltweit bekannten Marke Corona im Juni 2013 übernommen.
Im April 2014 übernahm AB Inbev für insgesamt 5,8 Milliarden Dollar den führenden südkoreanischen Anbieter Oriental Brewery, der dort auf einen Marktanteil von 60 Prozent kommt. Die Dividende pro Aktie entwickelte sich von 0,35 USD für das Geschäftsjahr 2008 auf 3,00 USD für 2014. Warren Buffett lobt das Management des Konzerns für seine Effizienz. Im September 2015 informierte Anheuser-Busch InBev über ein Kaufinteresse an SABMiller. Die Übernahme von SABMiller für 96 Milliarden Euro wurde am 13. Oktober 2015 offiziell bekannt gegeben. Die Fusion wurde im Oktober 2016 abgeschlossen.
Die 2008 mit der Übernahme von InBev erworbene Gilde Brauerei in Hannover wurde Anfang 2016 an die TCB Beteiligungsgesellschaft weiterveräußert.
Trotz der laufenden Übernahme von SABMiller erwarb AB-InBev 2015 und 2016 noch weitere Brauereien. So wurden im Dezember 2015 die Londoner Camden Town Brewery, sowie die Breckenridge Brewery in Colorado übernommen. Im April 2016 folgten die Devils Backbone Brewing Company mit Sitz im Nelson County und die Birra del Borgo im italienischen Borgorose. Im September 2016 erfolgte die Übernahme der belgischen Brauerei Bosteels.
Anfang November 2016 wurde die Karbach Brewing Co. aus Houston übernommen.
Im Dezember 2016 erwarb The Coca-Cola Company für 3,15 Milliarden Dollar den bisher von AB InBev gehaltenen Mehrheitsanteil an Coca-Cola Beverages Africa.
Im März 2018 legten AB-InBev und die türkische Efes-Group ihr Russland- und Ukraine-Geschäft zusammen. An der neuen Gesellschaft AB InBev Efes halten beide Unternehmen je die Hälfte.
Durch die weitgehend fremdfinanzierten Großübernahmen häufte AB Inbev Schulden von insgesamt 96 Milliarden USD per Ende 2019 an und hatte 128 Milliarden USD Goodwill in den Büchern. Dadurch hat sich die Bilanz der Firma verschlechtert. Gleichzeitig entstanden Absatzschwierigkeiten in Schwellenländern und ein stagnierender Biermarkt in den USA. Die Geschäftsleitung kündigte an, dass die Nettoschulden bis Ende 2020 auf unter das Vierfache des Betriebsgewinns (EBITDA) gesenkt werden sollten. Um dies zu erreichen, wurde u. a. die Dividende für 2018 auf die Hälfte reduziert. 2019 wurde der Verkauf der australischen Tochter Carlton & United Breweries an Asahi bekannt gegeben. Der Verkauf soll Anfang 2020 vollzogen werden.
Im Jahr 2021 setzte der Konzern insgesamt 581,7 Millionen Hektoliter Bier um. Mit einem Umsatz von 54,3 Mrd. US-Dollar wurde ein Gewinn von 6,1 Mrd. USD nach Steuern erwirtschaftet.

## Kartellbeteiligung
Regionale Tochtergesellschaften von Anheuser-Busch InBev waren sowohl an einem Bierkartell hinsichtlich unerlaubter Preisabsprachen für Bier in den Niederlanden in den Jahren 1996 bis 1999 wie auch an einem Bierkartell in Deutschland in den Jahren 2006 und 2008 beteiligt. Anheuser-Busch InBev fungierte vor den Kartellämtern in beiden Fällen als Kronzeuge und ging daher straffrei aus.

## Tochterunternehmen
Die meisten Biermarken sind im Besitz lokaler Tochterunternehmen.
- AmBev (Brasilien)
- Anheuser-Busch InBev Germany
  - Brauerei Beck
  - Brauerei Diebels
  - Hasseröder Brauerei
  - Spaten-Löwenbräu-Gruppe
- Cervecería Bavaria (Kolumbien, Peru, Chile, Ecuador)
- Brauhaase als Teil der Anheuser-Busch InBev Surrey Großbritannien[32]
- Cervecería Boliviana Nacional
- Cervecería Bucanero (50:50 Joint venture mit dem kubanischen Staat)
- Cervecería Chile
- Cervecería y Maltería Quilmes (Argentinien)
- Grupo Modelo (Mexico)
  - Cervecería del Pacífico
- Labatt Brewing Company (Kanada)
  - Alexander Keith’s Brewing
- Budweiser APAC
  - Oriental Brewery (Südkorea)

### Anheuser-Busch Packaging Group
Anheuser-Busch hat im Gegensatz zu den meisten seiner Mitbewerber die Verpackungssparte nie verkauft. Die Metal Container Corp., die Longhorn Glass Corp. und die Eagle Packaging, Inc. produzieren einen Großteil der von Anheuser-Busch benötigten Bierdosen und -flaschen.

## Marken
Die Website des Unternehmens unterscheidet zwischen globalen Marken, internationalen Marken und lokalen führenden Marken.

### Globale Marken
- Budweiser (American Lager) (in der EU aus markenrechtlichen Gründen nur als „Bud“)
- Corona
- Stella Artois

### Internationale Marken
- Beck’s
- Leffe
- Hoegaarden

### Lokale Marken (Auswahl)

#### Belgische Marken
- Belle-Vue (Kriek und andere)
- Hoegaarden
- Julius
- Jupiler
- Leffe
- Piedboeuf
- Safir
- Stella Artois
- Vieux Temps

#### Deutsche Marken
- Beck’s
- Diebels
- Franziskaner (Spaten-Löwenbräu-Gruppe)
- Haake-Beck
- Hasseröder
- Löwenbräu (Spaten-Löwenbräu-Gruppe)
- Spatenbräu (Spaten-Löwenbräu-Gruppe)

#### Weitere europäische Marken (inklusive Russland)
- BagBier (Russland, GUS)
- Bass (Vereinigtes Königreich)
- Boddingtons (Vereinigtes Königreich)
- Boomerang (Frankreich)
- Camden Town Brewery (Vereinigtes Königreich)
- Chernigivske (Ukraine)
- Compania Cervecera de Canarias (Spanien)
- Diekirch (Luxemburg)
- Dommelsch (Niederlande)
- Hertog Jan (Niederlande)
- Klinskoye (Russland)
- La Bécasse (Frankreich)
- Liber (Alkoholfrei, Spanien)
- Mousel (Luxemburg)
- Permskoye Gubernskoye (Russland)
- Rifey (Russland)
- Rogan (Ukraine)
- Samson bis 2014 Budweiser Bürgerbräu (Tschechien)
- Sibirskaya Korona (Russland, GUS)
- Tolstiak (Russland, GUS)
- Yantar (Ukraine)

Seit 2022 vertreibt AB InBev in Deutschland das Lagerbier „San Miguel“ der spanischen Brauerei Mahou-San Miguel.

#### Südamerikanische Marken
- Aguila (Kolumbien)
- Antarctica (Brasilien)
- Bavaria (Kolumbien)
- Bohemia (Brasilien)
- Brahma (Brasilien)
- Caracu (Brasilien)
- Cusqueña (Peru)
- Guaraná Antarctica (Softdrink; Brasilien)
- Guaraná Brahma (Softdrink; Brasilien; eingestellt)
- Marathon (Brasilien, Softdrink)
- Norteña (Uruguay)
- Paceña (Bolivien)
- Pilsen, Baviera (Paraguay)
- Quilmes (Argentinien)
- Skol (Brasilien)
- Sukita (Softdrink)
- Zenda (Peru)

#### Nordamerikanische Marken
- Alexander Keith’s (Kanada)
- Bud Light (Kanada/USA)
- Budweiser (American Lager) (in der EU aus markenrechtlichen Gründen nur als „Bud“, USA)
- Busch (Kanada)
- Corona (Mexiko)
- Four Peaks Brewing (USA)
- Kokanee (Kanada)
- Labatt (Kanada)
- Lakeport Pilsener (Kanada)
- Michelob Ultra (USA)
- Modelo Especial (Mexiko)
- Pacifico (Mexico, USA)
- St. Pauli Girl (USA)

#### Asiatische Marken
- Harbin (China)
- Cass (Südkorea)
- Sedrin (China)
- Boxing Cat (China)
- Hanmac (Südkorea)
- Haywards 5000 (Indien)
- Knock out (Indien)

#### Afrikanische Marken
- Castle (Südafrika)

## Kontroversen
Im Oktober 2015 ermittelte das US-Justizministerium gegen das Unternehmen wegen der Übernahme von Bier-Lieferanten und der Unterbindung des Verkaufs von Konkurrenz-Bieren durch diese Lieferanten.
Im Mai 2017 wurde das Unternehmen kritisiert, da sich dieses Berichten zufolge wettbewerbswidrig verhielt, als es den gesamten Hopfenbestand von South African hops (SAB Hop Farms) aufkaufte, als Teil der SABMiller-Übernahme, und dadurch die Verfügbarkeit von Hopfen für alle US-Craft-Beer-Brauer blockierte. Ähnliche Vorwürfe zur Wettbewerbswidrigkeit gab es bei der Übernahme von Northern Brewer (Roseville, Minnesota), dem größten Anbieter von Equipment für Haus- und Hobbybrauereien in den USA, über den unternehmenseigenen Risikokapitalbereich ZX Ventures.
Den darauffolgenden Monat wurde das Unternehmen für den Kauf von Anteilen an der Bier-Bewertungsseite  RateBeer wegen Interessenkonflikten kritisiert.
Im Juli 2017 kündigte das Unternehmen den Pachtvertrag mit der Münchner Pizzeria „Casa mia“, nachdem der Politiker Ernst Dill vergeblich versucht hat, den Inhaber dazu zu bringen, den Pegida-Anhängern unter seinen Gästen Hausverbot zu erteilen. Im Vorjahr verpflichtete Anheuser-Busch InBev den Inhaber von Casa mia vertraglich, sich bei allen politischen Aktivitäten einzuschalten.
Allerdings sagte ein Sprecher des Unternehmens, dass die Kündigung des Pachtvertrags angekündigt, fristgerecht und nicht politisch motiviert war.